# Magnificent
Pour les articles homonymes, voir Magnifique et Magnificat (homonymie).
Singles de U2
Get on Your Boots
(2009) I'll Go Crazy If I Don't Go Crazy Tonight
(2009)
Clip vidéo
[vidéo] « U2 - Magnificent », sur YouTube
Pistes de No Line on the Horizon
No Line on the Horizon
(1) Moment of Surrender
(3)
Magnificent est une chanson du groupe de rock irlandais U2 sorti le 4 mai 2009. Il s'agit du deuxième titre et du deuxième single de leur 12e album No Line on the Horizon publié la même année. La chanson s'intitulait à l'origine French Disco, mais a été renommée plus tard au cours des sessions d'enregistrement. Morceau le plus connu de No Line on the Horizon, Magnificent est une fusion réussie entre le savoir-faire de U2 pour les hit singles, efficaces et rythmés, et l’originalité des sonorités marocaines propres à l’album.

## Histoire
Magnificent est en partie née de sessions d'enregistrement improvisées en juin 2007, par les auteurs-compositeurs-arrangeurs U2, Brian Eno, et Daniel Lanois, à Fès au Maroc, sur les bases d'une petite mélodie euphorique de Bono, de quelques riff et accords de The Edge, le tout accompagné par quelques percussionnistes marocains locaux...

U2 360° Tour (2009-2011)
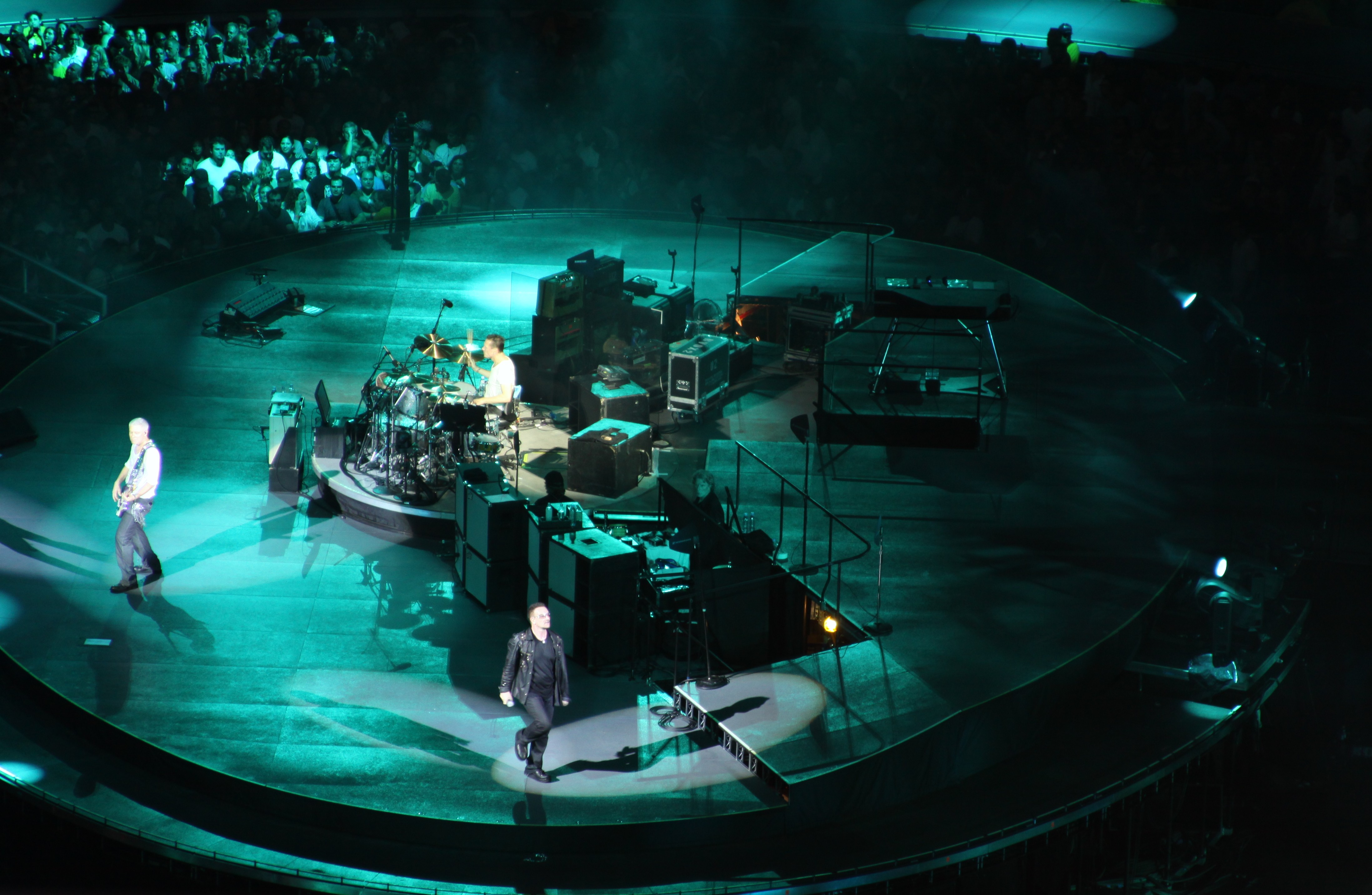
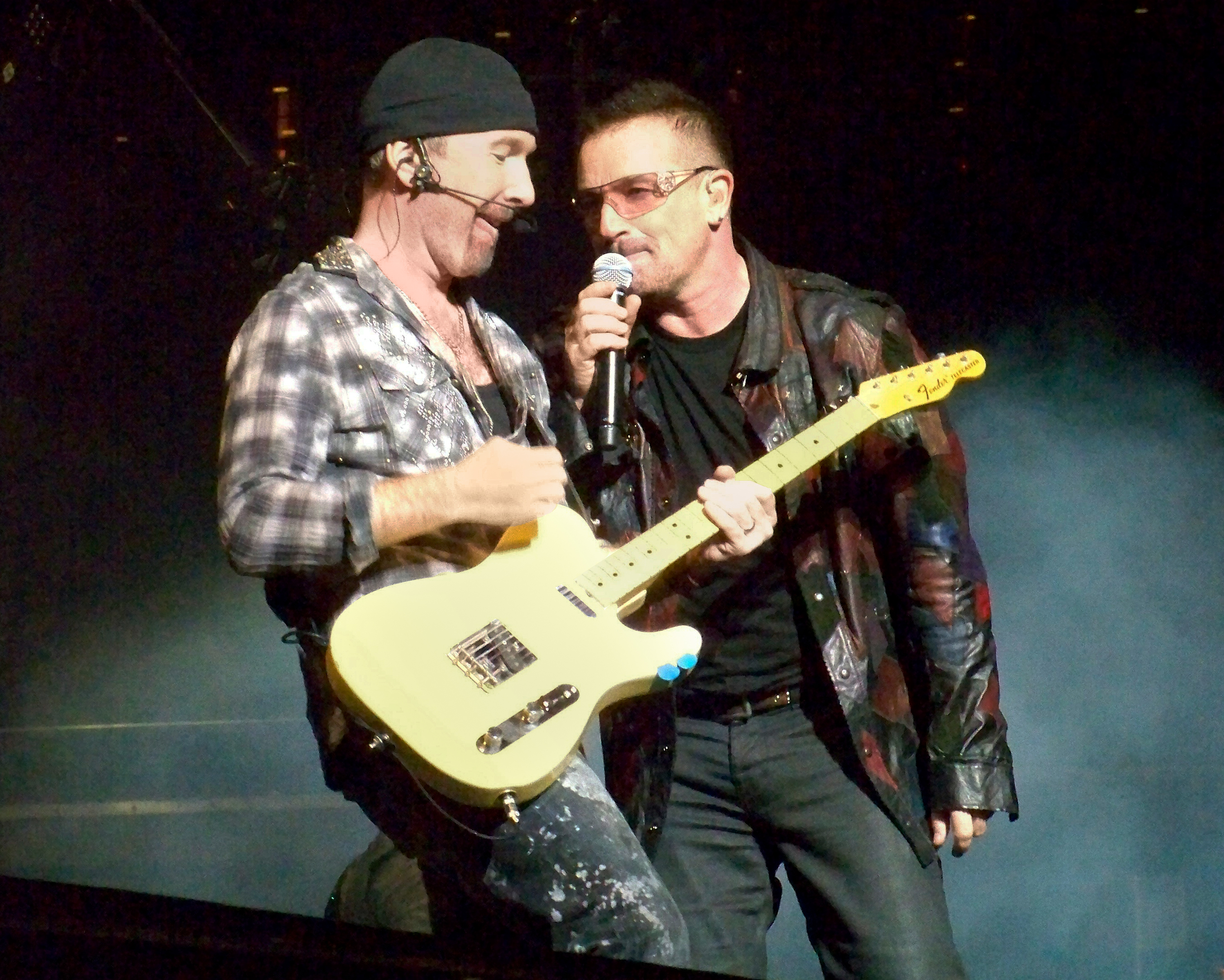
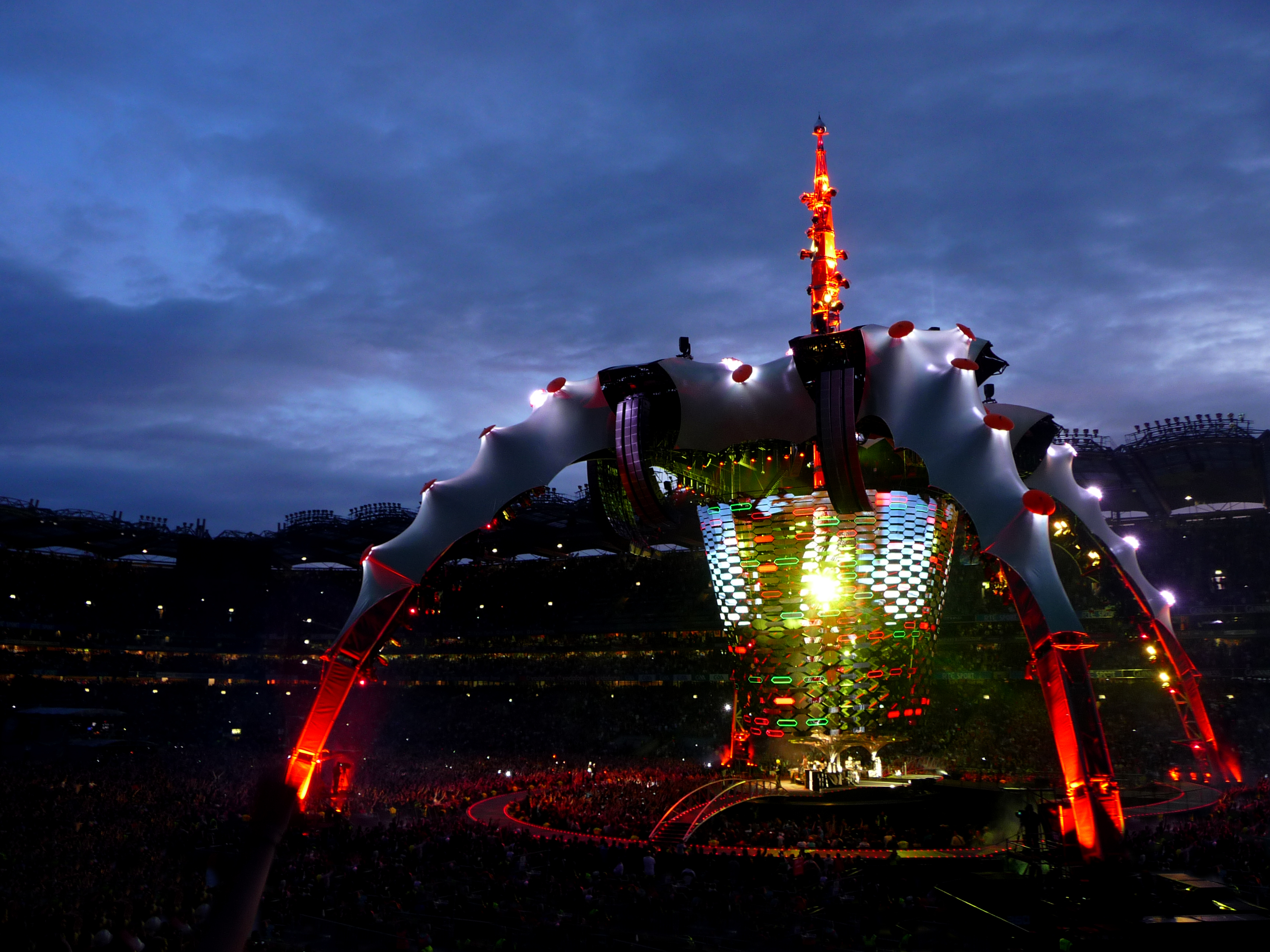

Bono déclare que les paroles (inspirées du cantique Magnificat de la Bible) parlent d'un couple qui veux transformer sa vie et son amour en adoration... (un des thèmes musicaux de prédilection du groupe avec entre autres One, Pride, Unforgettable Fire, Ordinary Love... Bono est nommé pour le prix Nobel de la paix 2003, 2005, 2006, et 2008...) « Merveilleux, Oh magnifique, Je suis né pour demeurer avec toi, Dans cet espace et ce temps, Après cela et encore au-delà, Je n'en avais pas idée, Seul l'amour peut laisser une telle marque, Seul l'amour peut guérir une telle cicatrice, Je suis né afin de chanter pour toi, Je n'ai pas eu le choix, Que de te louer, Toi et moi grandirons, Seul l'amour peut unir nos cœurs, Magnifique... » .

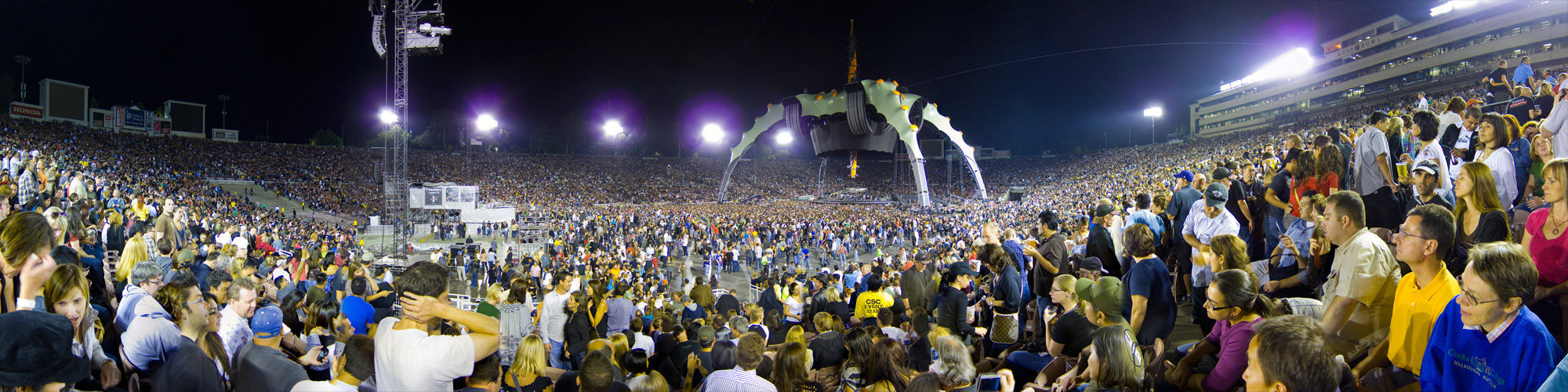

Intitulée à l'origine French Disco, elle est renommée par le groupe pendant son enregistrement. Elle est présentée au public lors du concert promotionnel du 27 février 2009 depuis les toits de la BBC de Londres, le jour de la sortie de l'album, et devient entre autres un des tubes de leur répertoire, et de leurs deux ans de tournée internationale U2 360° Tour (tournée qui a généré le plus de recettes record de tous les temps, avec plus de 800 millions de dollars, pour 110 concerts, et plus de 7 millions de spectateurs).

## Clip
Le clip du réalisateur français Alexandre Courtès (également réalisateur du clip Get on Your Boots du même album) est tourné dans un riad et dans les rues de la médina de Fès (patrimoine mondial de l'UNESCO) au Maroc,. La vidéo est présentée sur le site Yahoo! Music.

## Reprises
La chanson est reprise et adaptée en de nombreuses versions remix, reprise entre autres par Coldplay en ouverture de leur concert, et diffusée lors de l'entrée des Rangers de New York durant leurs matches au Madison Square Garden...

## Listes des titres
| 1. | Magnificent (UK Edit)                          | 4:22 |
| 2. | Breathe (Live au Somerville Theatre de Boston) | 4:45 |

| 1. | Magnificent (Edit)                             | 4:21 |
| 2. | Breathe (Live from Somerville Theatre, Boston) | 4:45 |

| 1. | Magnificent (Edit)                             | 4:21 |
| 2. | Vertigo (Live from Somerville Theatre, Boston) | 3:48 |
| 3. | Get on Your Boots (Justice Remix)              | 3:26 |

| 1.  | Magnificent (Edit)                     | 4:21 |
| 2.  | Magnificent (Dave Audé Club Remix)     | 7:34 |
| 3.  | Magnificent (Dave Audé Club Dub Remix) | 7:47 |
| 4.  | Magnificent (Fred Falke Full Club Mix) | 7:20 |
| 5.  | Magnificent (Adam K and Soha Club Mix) | 6:15 |
| 6.  | Magnificent (Adam K and Soha Dub Mix)  | 6:15 |
| 7.  | Magnificent (Wonderland Remix)         | 9:55 |
| 8.  | Magnificent (Wonderland Dub Remix)     | 6:52 |
| 9.  | Magnificent (Redanka's 360 Version)    | 7:23 |
| 10. | Magnificent (Redanka's 180 Version)    | 8:19 |

| 1. | Magnificent (Edit) | 4:21 |

| 1. | Magnificent (UK Edit)                  | 4:22 |
| 2. | Magnificent (Fred Falke Full Club Mix) | 7:20 |
| 3. | Get on Your Boots (Justice Remix)      | 3:26 |

| 1. | Magnificent (UK Edit)               | 4:22 |
| 2. | Magnificent (Wonderland remix)      | 9:54 |
| 3. | Magnificent (Redanka's 360 Version) | 7:23 |
| 4. | Magnificent (Adam K and Soha Mix)   | 6:14 |

| 1. | Magnificent (Dave Audé Club Remix)     | 7:33 |
| 2. | Magnificent (Fred Falke Full Club Mix) | 7:20 |
| 3. | Magnificent (Adam K and Soha Mix)      | 6:14 |
| 4. | Magnificent (Wonderland Remix)         | 9:54 |
| 5. | Magnificent (Redanka's 360 Version)    | 7:23 |

| 1.  | Magnificent (Dave Audé Club Remix)      | 7:33 |
| 2.  | Magnificent (Dave Audé Club Dub Remix)  | 7:46 |
| 3.  | Magnificent (Dave Audé Instrumental)    | 7:29 |
| 4.  | Magnificent (Fred Falke Full Club Mix)  | 7:19 |
| 5.  | Magnificent (Fred Falke Instrumental)   | 7:19 |
| 6.  | Magnificent (Fred Falke Radio Mix)      | 3:58 |
| 7.  | Magnificent (Adam K and Soha Club Mix)  | 6:14 |
| 8.  | Magnificent (Adam K and Soha Dub Mix)   | 6:14 |
| 9.  | Magnificent (Adam K and Soha Radio Mix) | 4:11 |
| 10. | Magnificent (Wonderland Remix)          | 9:54 |
| 11. | Magnificent (Wonderland Dub)            | 6:51 |
| 12. | Magnificent (Redanka's 360 Version)     | 7:23 |
| 13. | Magnificent (Redanka's 180 Version)     | 8:18 |
| 14. | Magnificent (Video Download)            | 4:34 |

## Classements
| Classement / pays (2009)                                       | Meilleure position |
| -------------------------------------------------------------- | ------------------ |
| Autriche - Ö3 Austria Top 40                                   | 51                 |
| Belgique (Région flamande) - Ultratop 50                       | 27                 |
| Belgique (Région wallonne et Bruxelles-Capitale) - Ultratop 40 | 14                 |
| Canada - Canadian Hot 100                                      | 68                 |
| Canada - Canadian Singles Chart                                | 5                  |
| Pays-Bas - MegaCharts                                          | 6                  |
| European Hot 100 Singles                                       | 34                 |
| France - SNEP                                                  | 15                 |
| Grèce (diffusions en radio)                                    | 2                  |
| Irlande - Irish Singles Chart                                  | 5                  |
| Italie - FIMI                                                  | 11                 |
| Pologne                                                        | 1                  |
| Slovaquie (diffusions en radio)                                | 37                 |
| Espagne - Promusicae                                           | 41                 |
| Suède - Sverigetopplistan                                      | 16                 |
| Suisse - SwissCharts                                           | 45                 |
| Royaume-Uni - UK Singles Chart                                 | 42                 |
| États-Unis - Billboard Hot 100                                 | 79                 |
| États-Unis - Billboard Hot Dance Club Play                     | 2                  |

| Classement / pays (2009)                   | Position |
| ------------------------------------------ | -------- |
| Italie                                     | 57       |
| États-Unis - Billboard Hot Dance Club Play | 37       |